# Honda Shuttle
Der Honda Shuttle war ein Van des Auto- und Motorenherstellers Honda. Ursprünglich handelte es sich um einen Van auf Basis des Honda Civic, der erstmals 1983 als Honda Civic Shuttle auf den Markt kam.
Mit der Einführung der 5. Generation wurde der Export des Honda Civic Shuttle nach Europa eingestellt. Erst 1995 wurde mit dem Shuttle, der international als Honda Odyssey verkauft wurde, das Van-Segment in Europa wieder von Honda bedient. Im Jahr 2000 wurde er vom Honda Stream abgelöst.

## Übersicht
Der Shuttle war größer als der Vorgänger Civic Shuttle. Das Modell wurde auf Basis des Honda Accord gefertigt. Im Gegensatz zum Odyssey war der Shuttle in Europa ausschließlich mit einem 150 PS-starken 2,2 Liter-Benzinmotor (spätere Jahrgänge: 2,3 Liter) in Verbindung mit einem 4-Gang-Automatikgetriebe erhältlich. Das Modell war in den Ausstattungsvarianten ES und LS erhältlich. Wahlweise war auch Allradantrieb erhältlich. Im Jahr 1997 gab es ein Facelift, bei dem Front und Heck leicht verändert wurden.
Während das Schwestermodell in Asien sehr erfolgreich war, blieb der Erfolg im Rest der Welt bescheiden. In Europa fehlten Schaltgetriebe und vor allem Dieselmotoren. In den USA war der Wagen für den dortigen Van-Markt zu klein, woraufhin Honda 1999 eine Variante des Honda Odyssey für Nordamerika auf den Markt brachte. Während ebenfalls 1999 ein auf Basis des ersten Modells weiterentwickelter Odyssey in Asien und Ozeanien startete, wurde der Shuttle noch bis 2000 weitergebaut, da Honda das Modell ohnehin noch für Isuzu als Isuzu Oasis produzierte.
Der Nachfolger des Shuttle war der 2001 eingeführte Honda Stream, der wiederum auf Basis des Honda Civic entwickelt wurde.

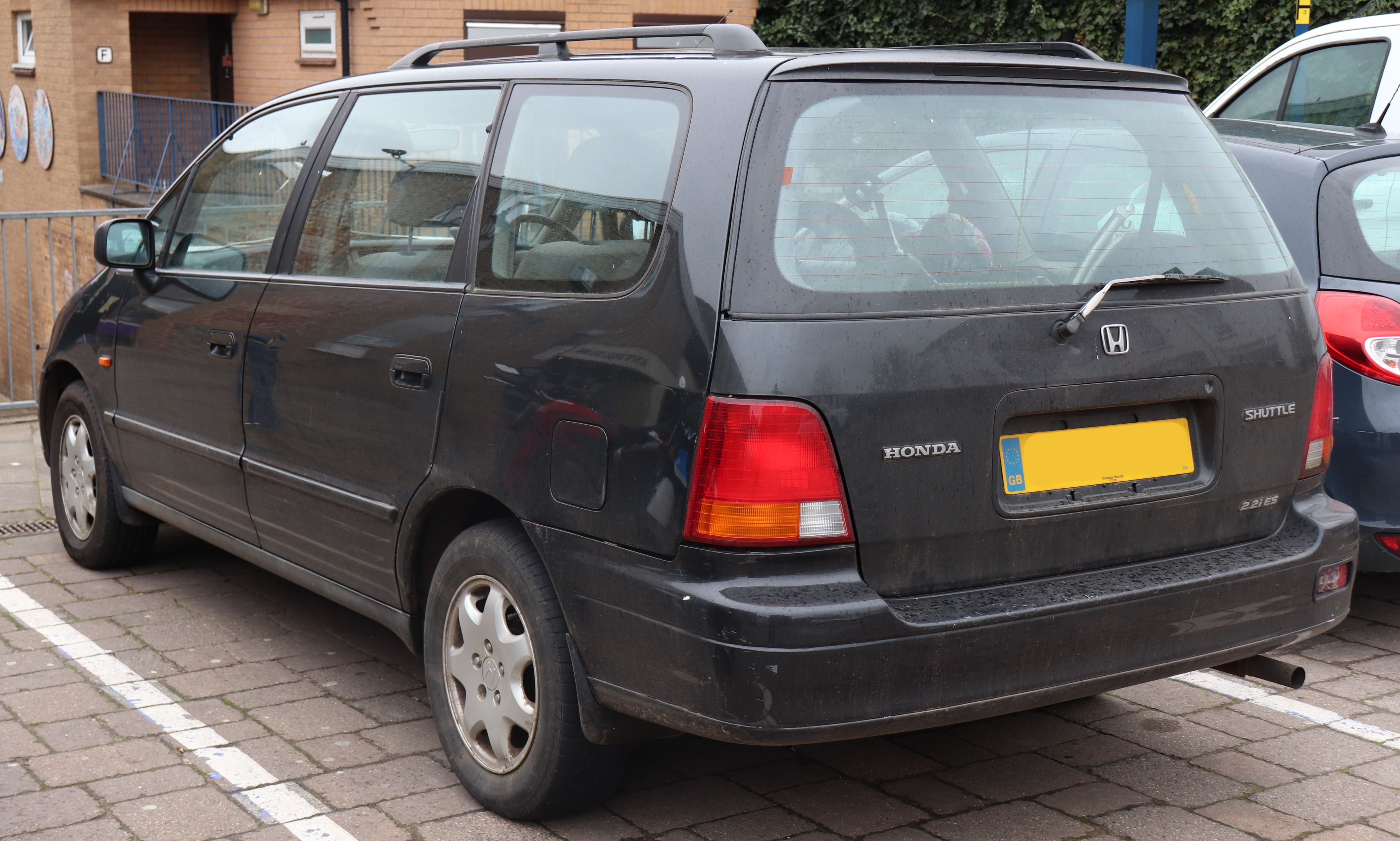
Heckansicht
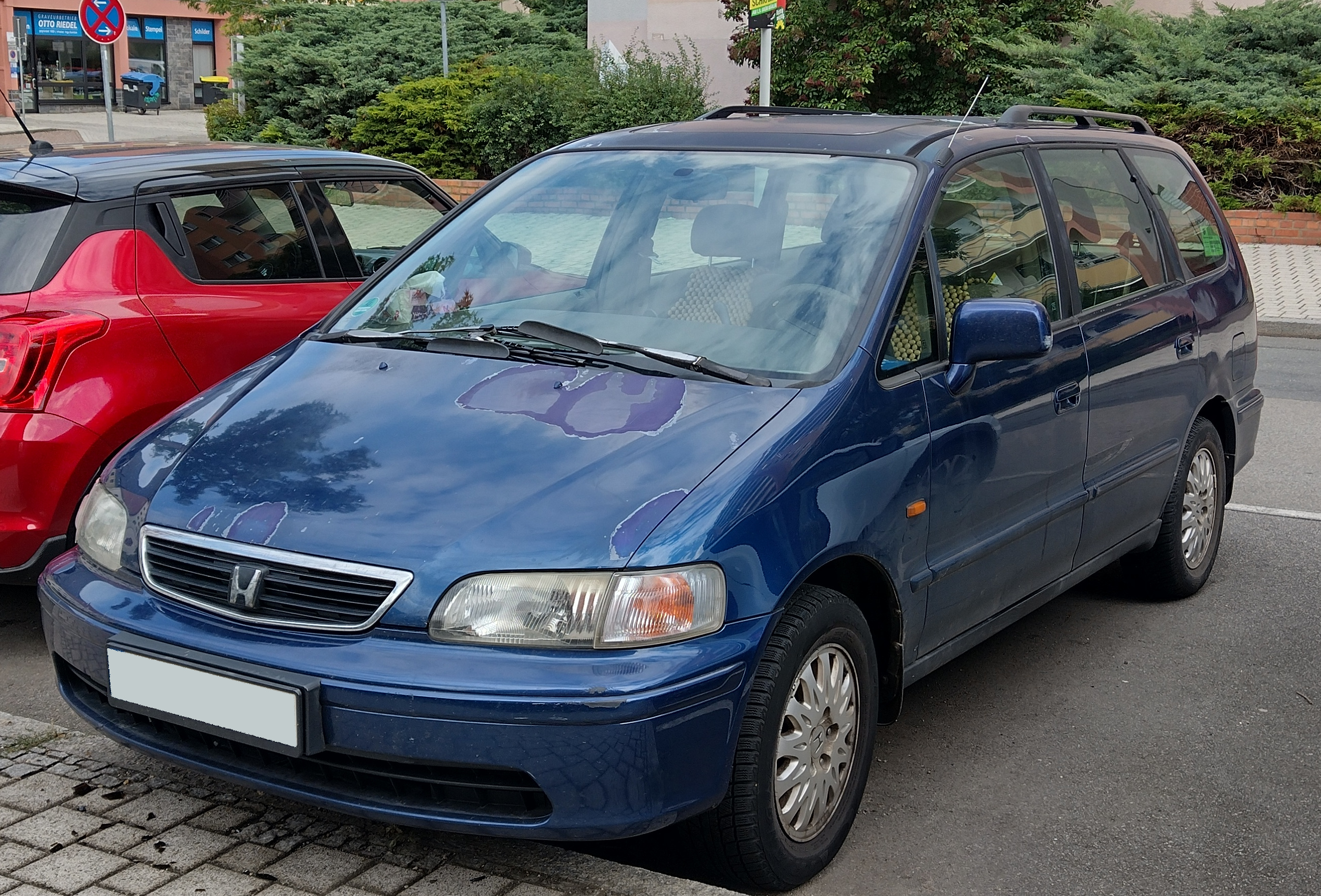
Facelift (1997–2000)
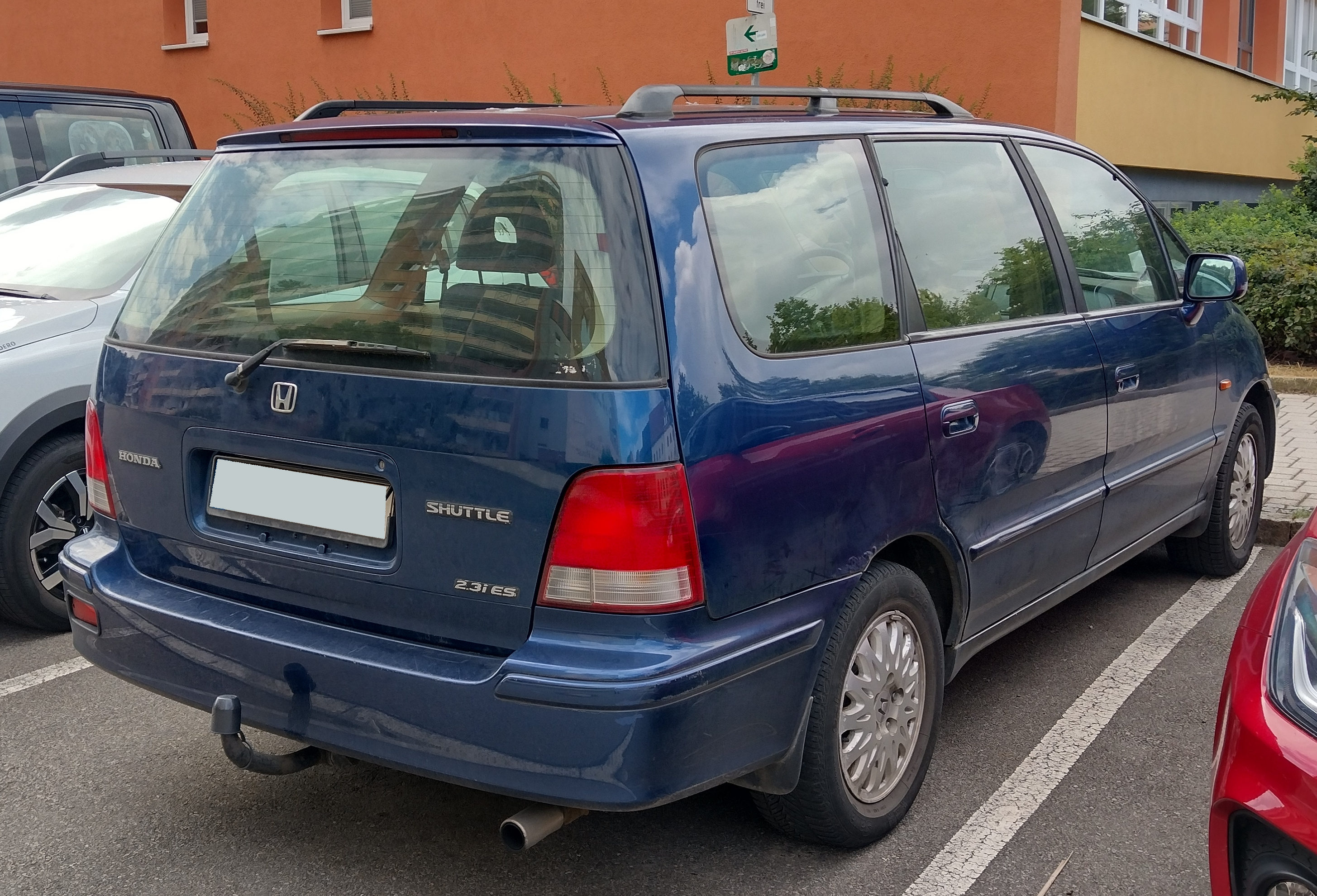
Heckansicht